# Musée Picasso

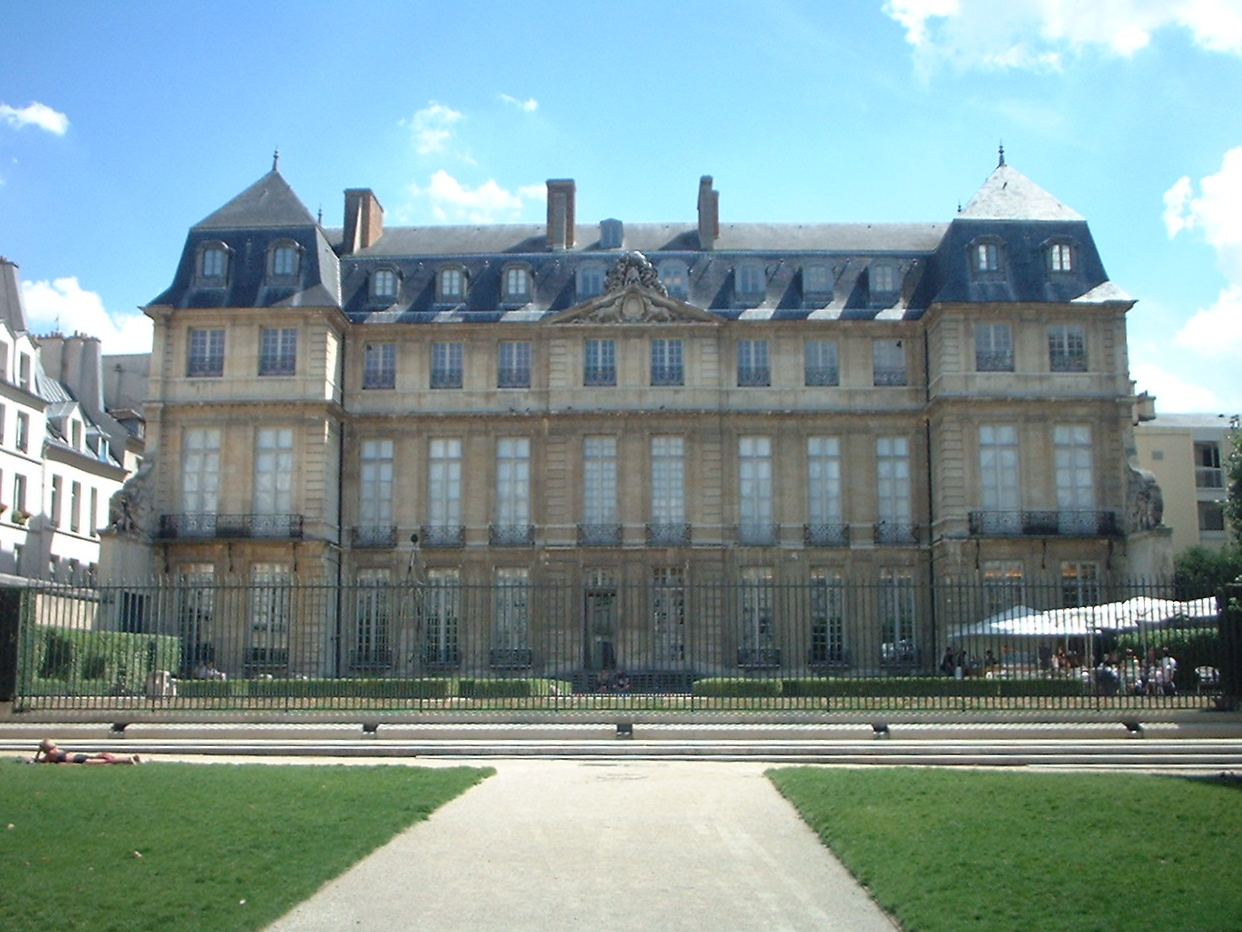
Das Musée Picasso befindet sich im Hôtel Salé

Das Musée Picasso gehört zu den bedeutenden Museen von Paris. Es befindet sich im Stadtteil Marais im Hôtel Salé im 3. Arrondissement an der 5 rue de Thorigny.

## Geschichte

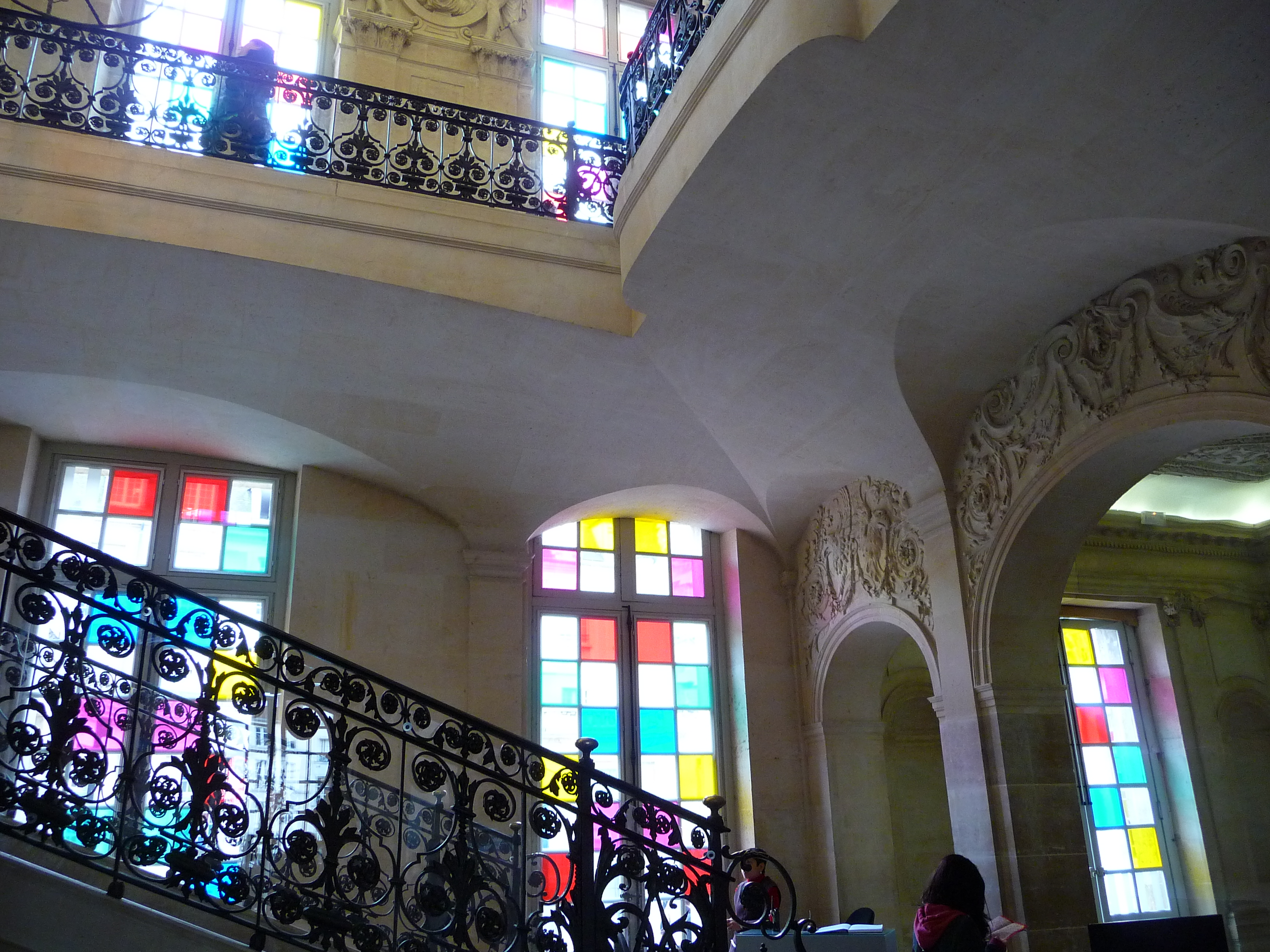
Das Treppenhaus des Museums

Im 1985 eröffneten Museum sind ca. 300 Werke des Künstlers Pablo Picasso aus allen Perioden seines Lebens, vor allem Gemälde und Skulpturen, ausgestellt. Zu den Museumsbeständen gehört auch die einstige private Kunstsammlung Picassos mit den Gemälden unter anderem von Georges Braque, Paul Cézanne, Henri Matisse, Joan Miró, Amedeo Modigliani und Henri Rousseau. Diese Exponate haben seine Erben dem französischen Staat übergeben, um auf diesem Wege die Erbschaftsteuer zu entrichten. Dies wurde nach einem Gesetz aus dem Jahre 1968 möglich, nach einigen Quellen wurde dieses Gesetz – noch zu Lebzeiten Picassos – vorwiegend mit dem Ziel erlassen, für den französischen Staat einige Werke des Künstlers zu sichern.
Der Schweizer Bildhauer und Designer Diego Giacometti gestaltete 1985 die Innenausstattung des Museums. Von ihm stammen das Mobiliar, die Treppengeländer, Türbeschläge und Deckenleuchten. Die Eröffnung des Museums konnte Diego Giacometti nicht mehr miterleben.
Ab dem 23. August 2009 war das Ausstellungshaus für mehrere Jahre geschlossen. Grund waren Umbauarbeiten, bei denen die Museumsräume umgestaltet und an die aktuellen Sicherheitsstandards angepasst wurden. Während der Schließung wanderten die Exponate in andere Museen weltweit. Die Wiedereröffnung fand am 25. Oktober 2014 statt.

## Werke im Musée Picasso (Auswahl)

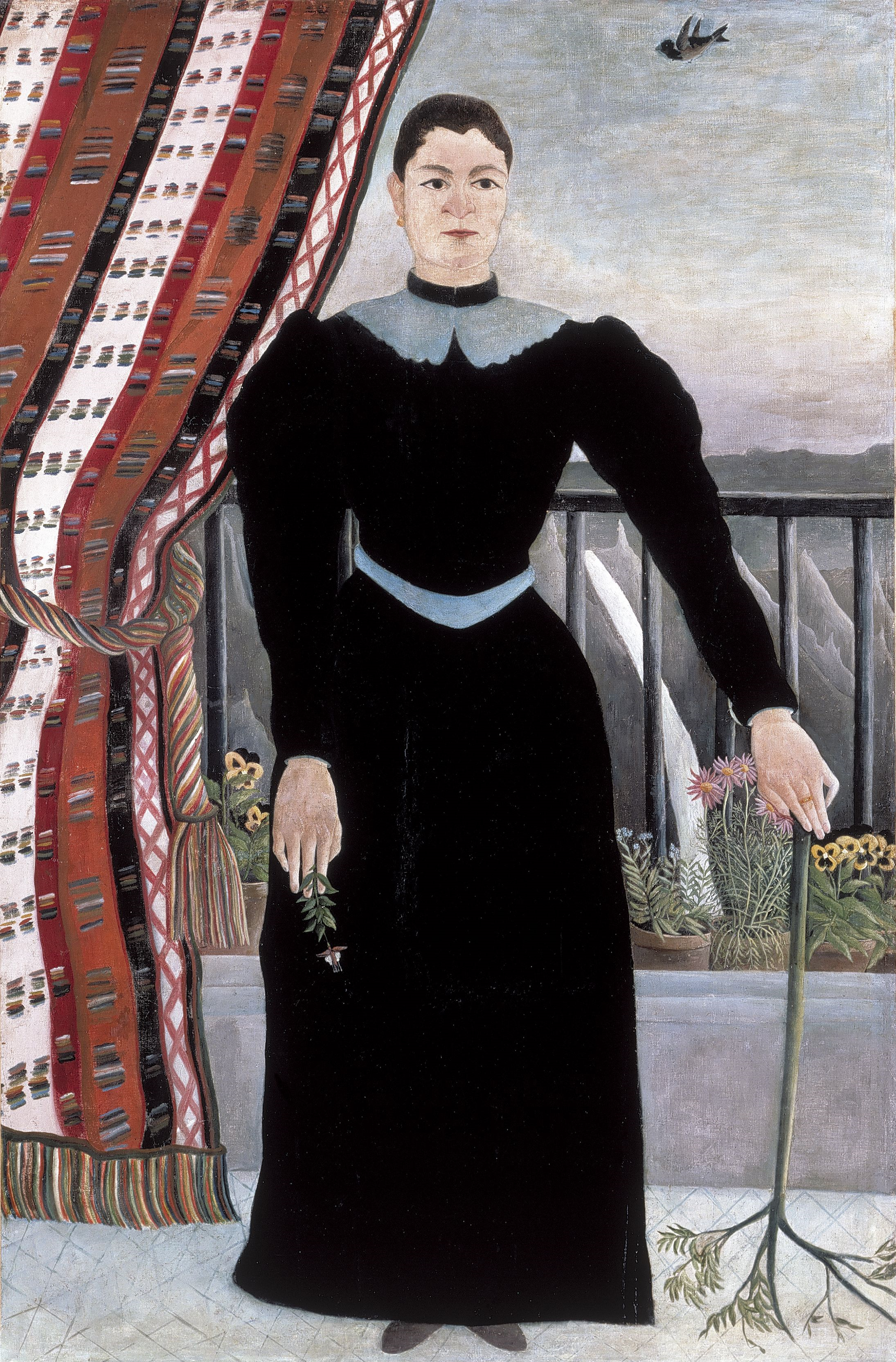
Aus der privaten Sammlung: Portrait de femme von Henri Rousseau (um 1895)

- Selbstbildnis (1901 – die sog. Blaue Periode) von Picasso
- Celestina (1904)
- Still Life with Chair Caning (1912)
- Mandoline und Klarinette (1915)
- Porträt der Olga Koklova (1917)
- The Pipes of Pan (1923)
- Figuren am Meeresufer (1937)
- Minotauromachie (1945)
- Massaker in Korea (1951)

## Ausstellungen
- 2017/2018: Picasso 1932. Année érotique. Danach im Tate Modern, London. Katalog.